# Rétság
Rétság est une ville et une commune du comitat de Nógrád en Hongrie.